# Samuraifilm
Der Samuraifilm ist ein Untergenre des japanischen Historienfilms (Jidai-geki). Es ist praktisch deckungsgleich mit dem unter den Begriffen Ken-geki (剣劇, dt. „Schwert-Stück“) oder Chambara (チャンバラ oder ちゃんばら, manchmal auch Chanbara geschrieben, kurz für chanchan barabara, der japanischen Onomatopoesie für das Zusammentreffen zweier Schwerter) zusammengefassten Schwertkampffilm. Das Genre mit seinen Filmen über das oft tragische Schicksal und den Kampf japanischer Samurai wurde durch die Regisseure Akira Kurosawa und Masaki Kobayashi international bekannt.

## Inhalte und Motive
Samuraifilme spielen meist zwischen der Zeit des Ōnin-Kriegs (1467 bis 1477) und der frühen Edo-Zeit. Die Protagonisten sind sowohl im Dienste von Feudalherren stehende Samurai, als auch herrenlose Rōnin. Dramaturgische Spannung erzielen die Filme durch die Kontraste von oft anachronistischer ritterlicher Ethik und dem von Unmoral geprägten Überlebenskampf des einfachen Volkes. Aus diesem Kontrast entstehen Motive wie die Frage nach Legitimität von Herrschaftssystemen und der Praktikabilität von strengen Ehrenkodizes bei der Wahrung von Frieden und Ordnung. Verrat, Überheblichkeit und Ruhmsucht und episch ausgebreitete Leidenswege sind zentrale Motive des Samuraifilms.

## Geschichte
Nach einer ersten Blütezeit des Samuraifilms im japanischen Stummfilmkino wurden in den 1920er-Jahren Gegenwartsfilme (Gendai-geki) und Filmen über die Mittelklasse (Shomin-geki) zunehmend populärer und liefen dem Samuraifilm den Rang ab. Erst in den 1950er-Jahren verhalfen die Filme von Akira Kurosawa und Masaki Kobayashi dem Samuraifilm zu neuem Aufschwung. Die sieben Samurai (1954) etablierte Toshirō Mifune als prototypischen Samurai-Darsteller und gab den Ton für das Genre vor: die realistische Darstellung verstärkte die bittere Atmosphäre von Untergang, Tod und der Sinnlosigkeit veralteter Moralvorstellungen. 
Mit seinen Themen und der schonungslosen Darstellung von Gewalt übte der Samuraifilm deutlichen Einfluss auf den Italowestern aus, wurde aber wiederum auch von diesem in den 1970er-Jahren inspiriert: Während Sergio Leones Für eine Handvoll Dollar ein Remake von Kurosawas Yojimbo darstellt, weisen die Verfilmungen des Manga Okami durch Kenji Misumi etwa auf die Bild- und Motivsprache italienischer Westernregisseure zurück. Von Melancholie geprägt und ein erster Abgesang auf das Genre waren Kurosawas letzte Werke des Samuraifilms Kagemusha – Der Schatten des Kriegers (1980) und Ran (1985). Zu den populärsten Figuren des Samuraifilms zählt der blinde Schwertkämpfer Zatōichi, der zwischen 1962 und 1989 von Shintarō Katsu in 26 Filmen und einer Fernsehserie verkörpert wurde. 2003 folgte eine Fortsetzung von Takeshi Kitano (Zatoichi – Der blinde Samurai).
Einflussreich war der Samuraifilm vor allem auf die japanische Variante des Gangsterfilms, den Yakuza-geki (Yakuza-Film). Westliche Filmemacher ließen sich oft von der Visualität und den tragischen Motiven des Samuraifilms inspirieren. So drehte Jim Jarmusch mit Ghost Dog – Der Weg des Samurai einen Film über einen afroamerikanischen Killer, der sich der Samuraiethik verschrieben hat. Versatzstücke des Samuraifilms finden sich auch in Quentin Tarantinos Kill-Bill-Filmen.